# Тамбура (город)
Тамбура (англ. Tambora) — город в северной части Южного Судана, на территории округа Тамбура (округ) штата Западная Экватория.

## Географическое положение
Город находится в западной части штата, вблизи границы с Центральноафриканской Республикой, на расстоянии приблизительно 150 километров к северо-западу от Ямбио, административного центра штата и на расстоянии 457 километров к западу-северо-западу (WNW) от столицы страны Джубы. Абсолютная высота — 608 метров над уровнем моря.

## Население
По данным Национального бюро статистики Республики Южный Судан (National Bureau of Statistics) численность населения Тамбуры в 2010 году составляла 24 923 человек.

## Транспорт
На территории города расположен одноимённый аэропорт (ICAO: HSTU).